# Capriana
Capriana (Caoriana in dialetto valer) è un comune italiano di 604 abitanti della provincia autonoma di Trento in Trentino-Alto Adige. È situato in val di Fiemme.

## Storia

### Simboli
Lo stemma comunale è stato riconosciuto con decreto del capo del governo del 23 marzo 1930 e
si può blasonare: d'azzurro, al pastorale  e alla spada con la punta in basso, entrambi d'argento, passati in decusse e sormontati dalla mitra d'oro, le infule attraversanti il pastorale e la spada.
La mitra ed il pastorale sono simboli del potere ecclesiastico, incrociati alla sciabola simbolo del potere civile. I rami di alloro e quercia che ornano lo scudo sono legati da un nodo di rosso.
Il gonfalone, concesso con regio decreto del 23 gennaio 1930, è un drappo di azzurro.

## Monumenti e luoghi d'interesse
- Chiesa di San Bartolomeo, parrocchiale

## Società

### Evoluzione demografica
Abitanti censiti

## Cultura

### Musei
Sorge a Capriana il Museo Mulino della "Meneghina", dedicato alla serva di Dio Maria Domenica Lazzeri; si tratta della casa in cui ella visse e morì.

## Amministrazione

### Gemellaggi
- Căpriana

Capriana è gemellato con un comune quasi omonimo della Moldavia, famoso per un monastero circondato da boschi, laghi e un paesaggio ameno. Il monastero è raffigurato sul retro della banconota da 1 leu moldavo.